# Parga
Parga (tiếng Hy Lạp: ?) là một khu tự quản ở vùng Íperos, Hy Lạp. Khu tự quản Parga có diện tích 275 km², dân số theo điều tra ngày 18 tháng 3 năm 2001 là 12597 người.